# Ladožskaja (stanice metra v Petrohradu)
Ladožskaja (rusky Ладожская) je stanice Petrohradského metra.

## Charakter stanice
Stanice se nachází na Pravoberežné lince, v její jihozápadní části; přesněji na pravém břehu řeky Něvy nedaleko nově vybudovaného Ladožského nádraží. Konstruována je jako jednolodní, stěny i podlaha je obložená kamenem, osvětlení je zajištěno pomocí světel na sloupech vycházejících z nástupiště. Má jeden výstup vedoucí do povrchového vestibulu přímo k nádraží. Zprovozněna byla 30. prosince 1985, je tedy jednou z nejstarších stanic na celé lince.